# Ighiu
Ighiu là một xã thuộc hạt Alba, România. Dân số thời điểm năm 2002 là 6442 người.